# Jean-Charles Baguenier Desormeaux
Jean-Charles Baguenier Desormeaux (7 décembre 1764 à Chammes - 27 mars 1803 à Gesté) est un officier vendéen.

## Biographie
Il est le fils de Julien Baguenier Desormeaux, marchand et laboureur, et de Charlotte Provost, et le frère de Julien-Charles Baguenier Desormeaux et de Louis-Jean-Baptiste-Étienne Baguenier Desormeaux  
Il épousa Jeanne Duchesne à Saint-Macaire-en-Mauges le 17 août 1795.
Élève en chirurgie en la paroisse Saint-Aubin des Ponts-de-Cé, il fut ensuite, comme ses frères, chirurgien et soldat vendéen , plus spécialement attaché à la division de Saint-Macaire-en-Mauges.
Avec les principaux chefs, il signa la pacification, le 6 avril 1795.

## Sources et bibliographie
« Jean-Charles Baguenier Desormeaux », dans Alphonse-Victor Angot et Ferdinand Gaugain, Dictionnaire historique, topographique et biographique de la Mayenne, Laval, A. Goupil, 1900-1910 [détail des éditions] (BNF 34106789, présentation en ligne)